# Necròpoli paleocristiana de Pécs
La necròpolis paleocristiana de Pécs (abans anomenada Sopianae) al sud de Panonia a Hongria és la prova de la presència d'una comunitat cristiana al segle iv. Els hipogeus, el mausoleu i les restes de capelles descoberts i conservats en el terreny de la necròpolis constitueixen una herència excepcional de la comunitat paleocristiana. Es tracta d'una de les més importants necròpolis fora d'Itàlia. El lloc està inscrit a la llista del Patrimoni de la Humanitat de la UNESCO des de 2000.